# Problema de Yamabe
O problema de Yamabe, em geometria diferencial refere-se à existência de métricas Riemannianas com curvatura escalar constante, e recebe seu nome do matemático Hidehiko Yamabe.